# Engelbert Engemann
Engelbert Engemann OSB (* 14. Mai 1717 in Welda; † 6. Februar 1796 im Kloster Huysburg) war Abt des Benediktinerklosters Huysburg.
Nach seiner Schulzeit in Welda trat er in ein Benediktinerkloster ein (wahrscheinlich in eines der Klöster im Hochstift Paderborn) und studierte dort Theologie und Philosophie. Nach seinem Ordensgelübde am 11. Juni 1738 war er u. a. für zwölf Jahre Domprediger im Mindener Dom. Er wurde, wie die anderen Domprediger vom Abt des Klosters Huysburg empfohlen, der scheinbar das Vorschlags- und Besetzungsrecht der Dompredigerstelle besaß. Engemann hat zunächst im Dom eine Probepredigt gehalten. Als Conrad Nolte als Abt des Klosters Huysburg im Jahre 1756 gewählt wurde, berief man Engemann für eine andere Aufgabe innerhalb des Klosters ab. Er wurde für 25 Jahre Ökonom des Klosterhofs zu Anderbeck bei Oschersleben (Bode), bevor er im Jahre 1781 zum Abt des Klosters Huysburg gewählt wurde. Das Kloster, seit der Reformation in der Diaspora liegend, wurde mehrheitlich von Mönchen aus dem Hochstift Paderborn bewohnt. In seiner 15-jährigen Amtszeit renovierte er die Klosterkirche und sorgte für einen ausgeglichenen Haushalt. Er galt als gütiger und sanftmütiger Abt. In seiner Amtszeit hat Karl van Eß seine Ordensgelübde abgelegt.
Das Grab Engelberts befindet sich in der Klosterkirche.